# Gözüpek
Gözüpek (kurd. Korankomu) ist ein Dorf im Landkreis Diyadin der türkischen Provinz Ağrı mit 128 Einwohnern (Stand: Ende 2024). Gözüpek liegt in Ostanatolien auf 2.270 m über dem Meeresspiegel, ca. 14 km südlich von Diyadin.
Vor der Umbenennung zu Gözüpek hieß das Dorf Korankomu. Dieser Name ist kurdischer Herkunft und beim Katasteramt verzeichnet.
Zwischen den Jahren 1985 und 2000 sank die Bevölkerungszahl von 135 auf 105  Einwohner und 2009 hatte Gözüpek 109 Einwohner.